# Біженці громадянської війни в Греції
Під час і після Грецької громадянської війни в 1946–1949 роках, учасники або прихильники повалених комуністичних сил покинули Грецію як політичні біженці. Розпад Демократичної армії Греції (ДАГ) і евакуація Комуністичної партії Греції (КПГ) в Ташкент у 1949 році змусили тисячі людей покинути свою країну. Підраховано, що до 1949 року понад 100 тисяч людей залишили Грецію, виїхавши в Югославію та держави Східного блоку, зокрема СРСР та Чехословаччину. Серед них, десятки тисяч дітей-біженців, які були евакуйовані Комуністичною партією Греції. Війна спричинила масштабне спустошення по всій території Греції, а особливо в регіонах грецької Македонії та Епіру, що призвело до того, що багато людей продовжували залишати країну навіть після закінчення бойових дій.			

## Грецька громадянська війна
Після залучення країн Осі, була відновлена боротьба між Демократичною армією Греції (ДАГ) та грецьким урядом, який повернувся з вигнання. Незабаром між двома протилежними політичними сторонами вибухнула громадянська війна. Більшість громадян Греції не підтримували комуністичний режим своєї держави. Проте багато селян, лівих, соціалістів, понтійських греків, кавказьких греків, етнічних меншин з північної Греції, слов'янських македонців та ідеологічних комуністів приєдналися до боротьби на стороні Комуністичної партії Греції та Демократичної армії Греції. Підтримка з боку Соціалістичної Федеративної Республіки Югославія та Албанської Соціалістичної Народної Республіки допомогла Демократичній армії Греції (ДАГ) продовжувати боротьбу. ДАГ набрала у свої лави значну частку населення грецької частини Македонії. Підраховано, що до 1949 року від 40 до 60 відсотків етнічного складу ДАГ складали слов'янські македонці. Враховуючи їхню важливу роль у боротьбі за владу, Комуністична партія Греції змінила свою політику щодо них. На п'ятому пленумі Комуністичної партії Греції, 31 січня 1949 р., було прийнято постанову, що після перемоги КПГ, слов'янські македонці знайдуть своє «національне відновлення» в єдиній грецькій державі. Незважаючи на те, що вони внесли великий внесок у військові зусилля КПГ, їхньої чисельності зрештою було недостатньо для того, щоб виграти війну.
Навесні 1947 року Комуністичні сили контролювали більшу частину грецьких сільських районів, але ще не досягли значної підтримки в містах. Водночас багато грецьких в'язниць були заповнені партизанами Народно-визвольної армії Греції, членами Національно-визвольного фронту Греції та іншими прокомуністичними громадянами. Тисячі людей були розстріляні через злочини проти грецької держави. Після розгрому ДАГ у Пелопоннесі, нова хвиля терору поширилася по районах, контрольованих урядом Афін. Тимчасовий уряд, який мав штаб-квартиру на горі Віце, незабаром вирішив евакуювати всіх дітей віком від 2 до 14 років з районів, що контролювалися Тимчасовим урядом; більшість цих дітей були з македонських сімей. До 1948 року райони, контрольовані Тимчасовим урядом, були зменшені до сільської грецької Македонії та Епіру. Незабаром багато постраждалих партизанів і літніх людей з дітьми були евакуйовані в Албанію. Після 1948 року Уряд Югославії вирішив закрити югославсько-грецький кордон, що, в свою чергу, призвело до того, що численні сили протітовських сил на фронті національного визволення втекти до Югославії. Незважаючи на це, слов'янські македонці продовжували боротися в рядах ДАГ. До 1948 року слов'янські македонці, за деякими оцінкам, складали понад 30% бойової сили ДАГ, проте ці оцінки не визнавалися КПГ.
Національна армія почала відновлювати свій контроль у районах, які раніше контролював Тимчасовий уряд. Багато сіл були знищені під час бойових дій, а переселенці часто втікали з країни через Албанію до Югославії. Одним з яскравих випадків є село Піменікон (Бабцор) у регіоні Касторії, яке нібито було знищене грецькими бомбардувальниками в 1948 році, залишивши сотні людей без домівки. До цього часу ДАГ ефективно контролювала частину Північної Греції, а також райони Македонії, де македонці представляли явну більшість, та землі Епіру. На початку 1949 року позиції ДАГ почали слабнути через збільшення американської допомоги Національній армії Греції, Тіто-сталінський розкол, проблеми з набором складу в ДАГ, а також великої поразки на островах і на Пелопоннесі.
Багато людей втекли з країни через програш ДАГ. Також стверджувалося, що багато слов'янських македонців втекли, щоб уникнути можливого переслідування з боку наступаючої Національної армії Греції. КПГ стверджувала, що загальна кількість політичних біженців становила 55 881 осіб. За тодішніми підрахунками,  приблизно 28 000 — 32 000 дітей були евакуйовані під час грецької громадянської війни. Документи Соціалістичної Федеративної Республіки Югославія 1951 року свідчать, що загальна кількість слов'янських македонців, які виїхали з Греції під час громадянської війни, становила 28 595 осіб, тоді як деякі македонські джерела вказували, що кількість біженців перевищувала 213 тисяч.

## Діти-біженці

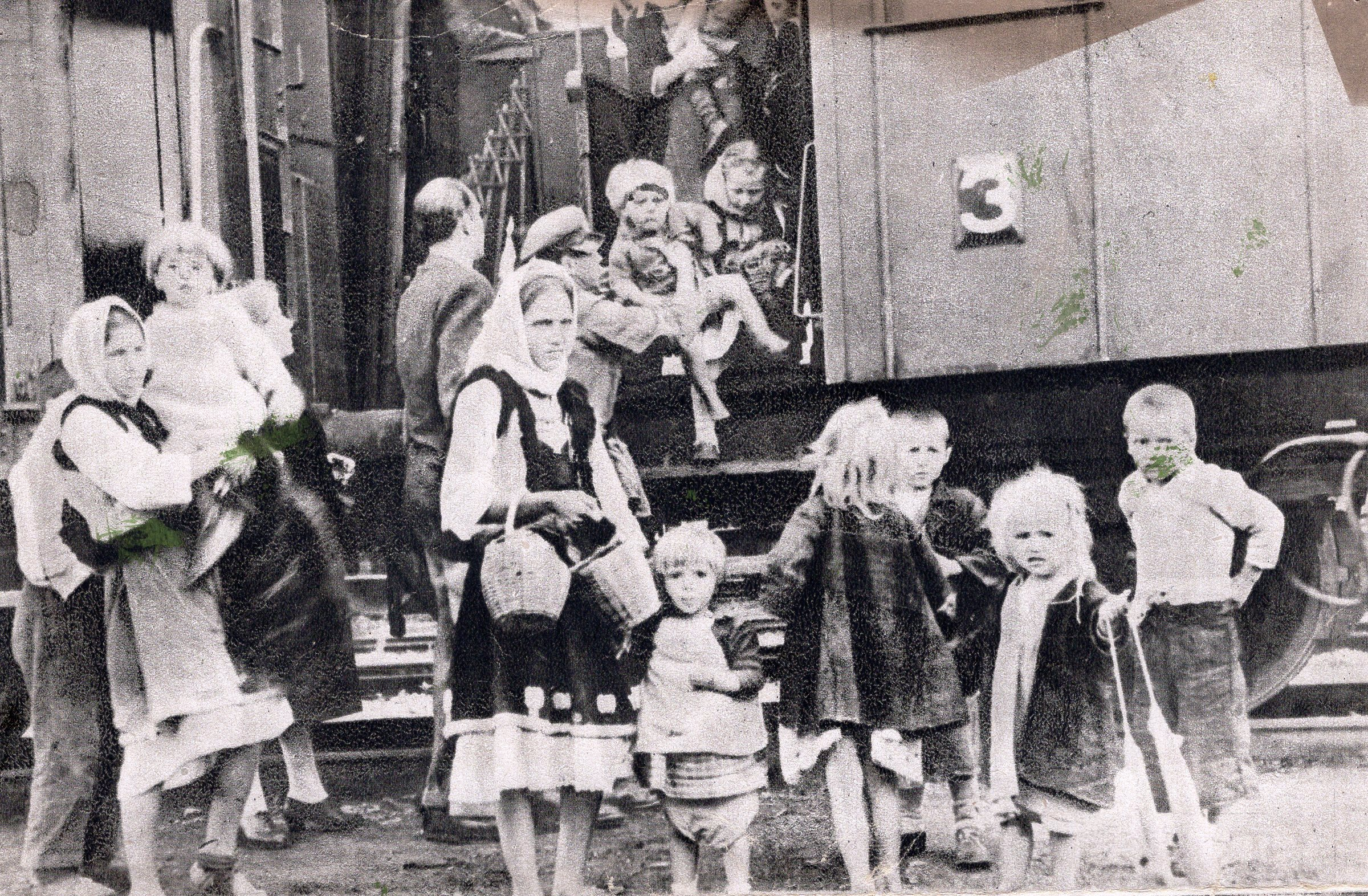
Діти-біженці тікають до кордону

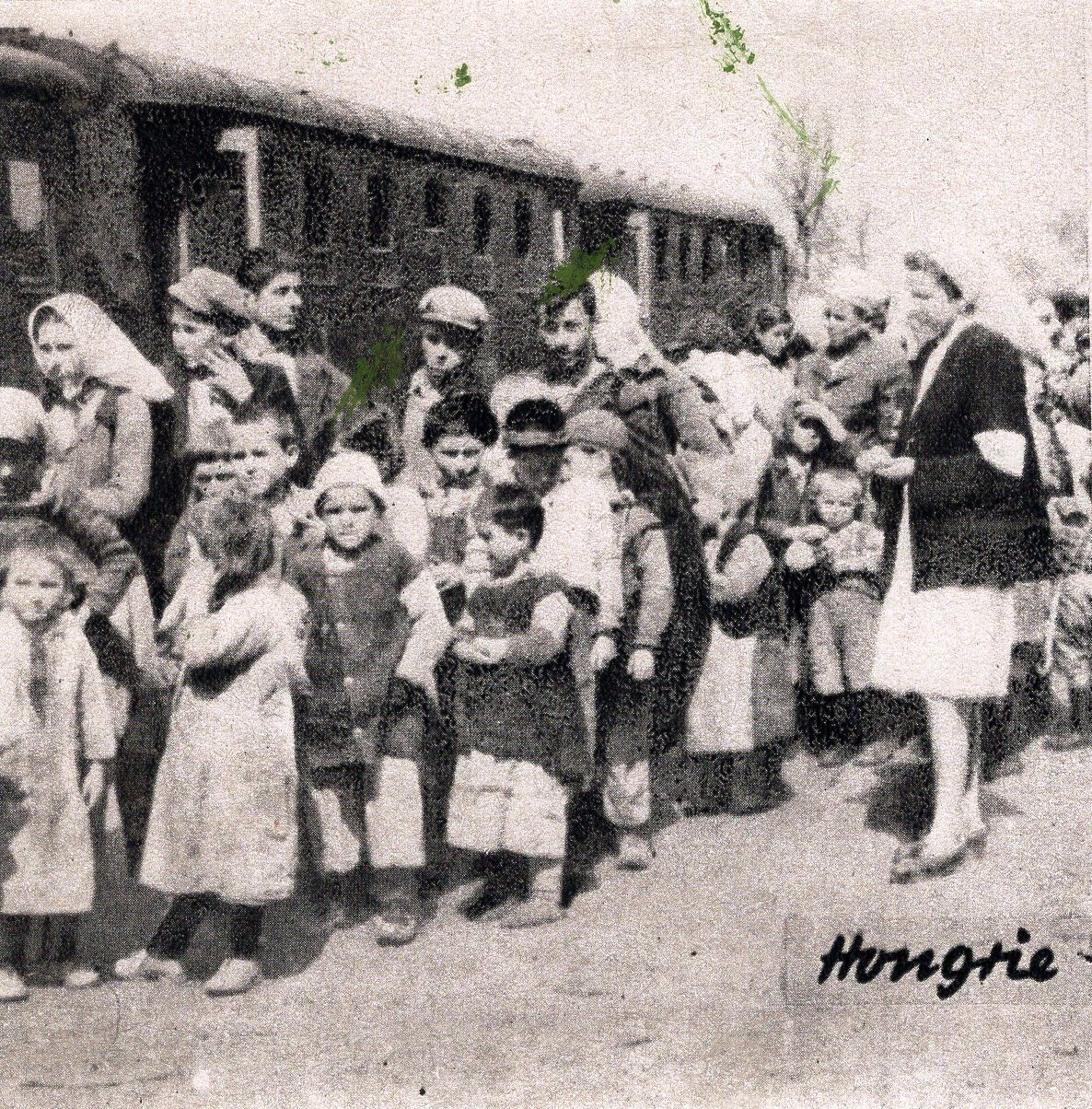
Діти-біженці

4 березня 1948 року «Радіо Вільна Греція» оголосило, що всі діти віком до 15 років будуть евакуйовані з територій Греції, яка є під контролем Тимчасового уряду. Старшим жінкам доручали перевозити дітей через кордон до Югославії та Албанії, а молодші жінки тікали з сіл на пагорби з партизанами. Вдови мертвих партизанів незабаром стали прийомними мамами для дітей і допомагали їм в їхньому шляху до країн Східного блоку. Багато людей також евакуювали своїх дітей. До 1948 року десятки дітей вже померли від недоїдання, хвороб і травм. Підраховано, що 8000 дітей залишили територію Касторії в наступні тижні після оголошення евакуації. Діти були розбиті на групи і пройшли шлях до албанської кордону. Партійним опікунам (часто молодим жінкам і чоловікам) доводилося допомагати і підтримувати дітей, коли вони тікали від громадянської війни.
Тисячі грецьких, болгарських і арумунських дітей були евакуйовані з районів, що перебували під контролем комуністів. Доповідь Спеціального комітету ООН на Балканах (UNSCOB) підтверджує, що села з етнічним македонським населенням були більш готові відпускати власних дітей. 
Нині вони відомі як «Децата Бегалци» (Decata Begalci) або «Діти-біженці» в Республіці Македонія та серед етнічної македонської діаспори в інших країнах. За оцінками соціологів та істориків, близько від 28 тисяч до 32 тисяч дітей було евакуйовано в період 1948 ― 1949 рр. Згідно з деякими даними, більшість дітей, відправлених до країн Східного блоку, мали етнічне македонське походження і говорили македонською мовою, але це заперечується офіційними документами Комуністичної партії Греції та заявами політичних біженців у роки після евакуації. 
Винятки були зроблені для дітей, які мали два — три роки ― їх залишали з матерями, а решту примусово евакуйовували. Багато з цих дітей були розпорошені по всьому Східному блоці. У Румунії було 5 132 дітей, 4 148 у Чехословаччині, 3590 в Польщі, 2 859 в Угорщині і 672 були евакуйовані в Болгарію.
Офіційна грецька позиція полягає в тому, що ці діти були примусово відібрані комуністами від батьків для виховання в соціалістичних режимах. Грецькі історики та політики називають викрадення дітей Паїдомазомою (Παιδομάζωμα), натякаючи на османське девшірме.

## Евакуації після поразки комуністів
На початку 1949 року ситуація комуністів у Греції стала досить складною. Греко-югославський кордон був закритий і щоденні групи біженців змушені були тікали через Албанію. Звідси вони розійшлися до решти країн Східного блоку. Багато хто з партизанів не пережив наступної подорожі. Велика кількість людей була змушена емігрувати через знищення їхніх домівок та підприємств. Інші, як і раніше, були вигнані урядовими силами в співпраці з болгарською Ограною під час війни. Тисячі бігли через кордон до того, як уряд Греції зміг відновити контроль на комуністичній території Греції.
Тисячі біженців почали тікати в Східний блок. Багато хто з них опинився в Радянському Союзі, Чехословаччині та інших країнах Східного блоку. Більше тисячі осіб емігрували до Австралії, США та Канади. Цей до кінця неорганізований процес розділяв багато сімей з братами і сестрами, які часто були відокремлені один від одного. Матері часто втрачали зв'язок зі своїми дітьми і ніколи їх більше не бачили.Найбільш помітним ефектом громадянської війни стала подальша масова еміграція.

## Вигнання з Греції
У 1947 році був виданий правовий акт «Л-2». У ньому зазначалося, що всі люди, які воювали проти грецького уряду під час грецької громадянської війни і виїхали з Греції, втрачали своє громадянство і отримували заборону на повернення  до країни. 20 січня 1948 року був виданий правовий акт за назвою «М», який дозволив грецькому уряду конфіскувати майно тих, хто був позбавлений громадянства. Це фактично було вигнанням переможеної КПГ та її прихильників, які залишили Грецію.

## Покинення слов’янськими македонцями Греції
«Вихід слов'янських македонців» з Греції (македонською: «Егзодус на Македонці з Грції», «Egzodus na Makedonci od Grcija») ― це поняття до якого зараховують тисячі слов'янських македонців, які були евакуйовані, втекли або вигнані під час Грецької громадянської війни в 1945 ― 1949 роках. Багато з них втекли, щоб уникнути переслідування. Незважаючи на те, що ці люди були визнані політичними біженцями, існували заяви про те, що це було через на їхню етнічну та культурну ідентичність. Багато слов'янських македонців стали на бік КПГ, які в 1934 році висловили намір «боротися за національне самовизначення репресованих слов'янських македонців (етнічних груп)»  і після того, як КПГ прийняла на своєму п'ятому пленумі резолюцію за 31 січня 1949 року, яка повідомляла, що «після перемоги КПГ слов'янські македонці знайдуть своє національне відновлення в єдиній грецькій державі». Етнічні македонці воювали на стороні Демократичної армії Греції, маючи власне військове угрупування ― Фронт національного визволення Македонії. З моменту свого заснування і до злиття з ДАГ, Фронт національного визволення Македонії боровся разом з Грецькою комуністичною партією. До 1946 року до лав Фронту національного визволення Македонії приєдналися тисячі слов'янських македонців, поряд з ними в рядах ФНВМ також були арумуни з регіону Касторії. У рамках ФНВМ слов'янській македонській культурі дозволялося процвітати в Греції. Понад 10 000 дітей відвідували 87 шкіл, були друковані видання македонською мовою, відкривалися македонські театри. З наближенням урядових сил ці об'єкти були або закриті, або зруйновані. Багато людей побоювалися гноблення і втрати своїх прав під владою грецького уряду, що, в свою чергу, змусило багатьох людей покинути Грецію. До 1948 року ДАГ і Тимчасовий уряд фактично контролювали райони Північної Греції, де були також і слов'янсько-македонські села.
Після того, як Тимчасовий уряд у 1948 році оголосив, що всі діти повинні покинути контрольовані ДАГ райони Греції, багато слов'янських македонців залишили зону військових дій. Відтік слов'янських македонців з грецької Македонії продовжувався і після Грецької громадянської війни. Більшість біженців були евакуйовані до країн Східного блоку. Пізніше багато повернулися до Соціалістичної Республіки Македонія.

## Розселення біженців закордоном
Після військової поразки більшість комуністів тікали до Албанії, перш ніж добратися до решти країн Східного блоку. Більшість партизанів Демократичній армії Греції були евакуйовані у місто Ташкент, яке знаходилось в Радянському Союзі, інші ж були відправлені до Польщі, Угорщини та Румунії. У селі Булькес, що у Воєводині, Югославія, була створена комуна екс-комуністичних партизанів. У Ташкенті було відновлено штаб Грецької комуністичної партії. 
Багато дітей-біженців були розміщені в евакуаційних таборах по всій Європі. Вони часто були переповнені в Польщі, Болгарії та Радянському Союзі. Найбільша група біженців опинилася в Югославії. Для дітей були створені спеціальні табори евакуації та польові лікарні Червоного Хреста. Більшість з них були розміщені в Соціалістичній Республіці Македонія. Для дітей у Соціалістичній Республіці Македонії було підготовлено понад 2 тисячі будинків, багато з них були поміщені у прийомні сім'ї, а не в дитячі будинки чи табори для евакуації. По всьому Східному блоці біженців часто виховували на трьох, а то і на чотирьох мовах: грецькій, кодифікованоній македонській мові, мові приймаючої країни та російській.

### Югославія
Половина всіх біженців Грецької громадянської війни були відправлені до Югославії. Багато ранніх біженців увійшли до Югославії безпосередньо, тоді як пізніше біженці мали пройти через територію Албанії через закриття югославського кордону. Більшість біженців оселилися в Соціалістичній Республіці Македонії, також багато прийняв Соціалістичний автономний край Воєводина, де слов'янські македонці тепер складають етнічну меншість. Югославська філія Червоного Хреста змогла розселити 11 тисяч дітей. У десяти дитячих будинках проживало близько 2000 дітей. Решта 9000 були розміщені з сім'ями в Соціалістичній Республіці Македонія. Найбільша група біженців, у тому числі 25 тисяч слов'янських македонців, переїхала жити до Югославії.

### Соціалістична Республіка Македонія
Більша частина біженців, відправлених до Югославії, перенаправлялася до Соціалістичної Республіки Македонія. Найбільша група дітей-біженців від Грецької громадянської війни опинилася в Народній Республіці Македонія. Після перетину югославського кордону багато дітей були відправлені до таких сіл, як Любойно і Брайчино, перш ніж вони переїхали до великих міст Македонії, таких як Скоп'є і Битола. До них приєдналися ще тисячі біженців, партизанів і вигнаних з країни, які встигли до закриття югославського кордону. З того моменту біженці змушені були потрапляти в Македонію тільки через Албанію. Більшість цих дітей-біженців були слов'янсько-македонськими, які до сьогодні залишаються в Республіці Македонія.
Біженці з грецької Македонії в основному селилися в безлюдних селах і районах по всій Республіці Македонія. Велика частина пішла в райони Тетово і Гостивар. Ще одна велика група оселилася в Битолі та прилеглих районах. Табори для біженців були створені в Куманово та Струмиці. Великі анклави біженців та їхніх нащадків займають передмістя районів Топанського поля та Автокоманди в Скоп'є. Більшість біженців ніколи так і не повернулися до Греції. Республіка Македонія була тоді центром слов'яно-македонських біженців від Грецької громадянської війни. За деякими оцінками, кількість біженців та їхніх нащадків становить зараз понад 50 тисяч осіб.

### Воєводина
У Воєводині було підготовлено спеціальний колишній німецький табір для біженців ― Булькес. Більшість цих біженців були членами Народно-визвольної армії Греції. У Воєводині була створена так звана «грецька комуна». Хоча у Воєводині було багато греків, відомо, що значна частина «греків» були фактично слов'янськими македонцями. Перша група біженців, яка прибула 25 травня 1945 року, приїхали до Булькеса з Куманово. Група складалася з 1454 біженців, в основному це були партизани. До червня 1945 року у Воєводину була переведена ще одна група чисельністю 2702 осіб. Навесні 1946 року з табору виїхала група біженців з грецької Македонії, що налічувала близько 250 осіб. Саме тут видавалася грецька газета «Foni tou Boulkes», поряд з дитячими книгами та статтями Комуністичної партії Греції. У таборі було створено початкову школу, а сама комуна навіть почала друкувати власну валюту. Зрештою, табір був закритий, і жителі комуни були переведені в інші міста та села. Інші табори були створені в Бела Цркві, Пландишті, Вршаці, Ечці та Шиді. Багато біженців було відправлено до селищ Гаково і Крушевлє. Решта слов'янських македонців з Воєводини виїхали до Чехословаччини або були переселені в Народну Республіку Македонія.

### Східний блок
Для евакуйованих, які опинилися в країнах Східному блоку, були розроблені спеціальні положення. По всьому Східному блоці етнічних македонських біженців навчали новоправописній македонській мові та мові країни перебування; багато хто часто вивчав російську. Значна частина дітей-біженців зрештою знайшла прийомних батьків у країні перебування, в той час як багато кого перевели назад до Югославії, особливо починаючи з 1955 року, коли Югославія доклала зусиль для повернення дітей-біженців. До 1970-х років сотні біженців повернулися до Соціалістичної Республіки Македонія з Радянського Союзу. Особливо це стосується кластерів біженців у Ташкенті та Алматі. У 1982 році уряд Греції прийняв «Закон про амністію», який призвів до повернення багатьох етнічних греків на батьківщину.

#### Радянський Союз
Після розпаду Демократичної армії Греції тисячі партизанів були евакуйовані в Ташкент і Алмату, що в Середній Азії. За окремими оцінками, в Радянський Союз було евакуйовано 11 980 партизан, з яких 8 573 чоловіки, а 3407 ― жінки. Багато етнічних грецьких партизанів залишилися в Радянському Союзі, тоді як більшість етнічних македонських партизан мігрували до Югославської Македонії з 1960 по 1970 роки. Після закону про амністію 1980 року багато греків повернулися до Греції, зокрема, до грецької Македонії.

#### Польща

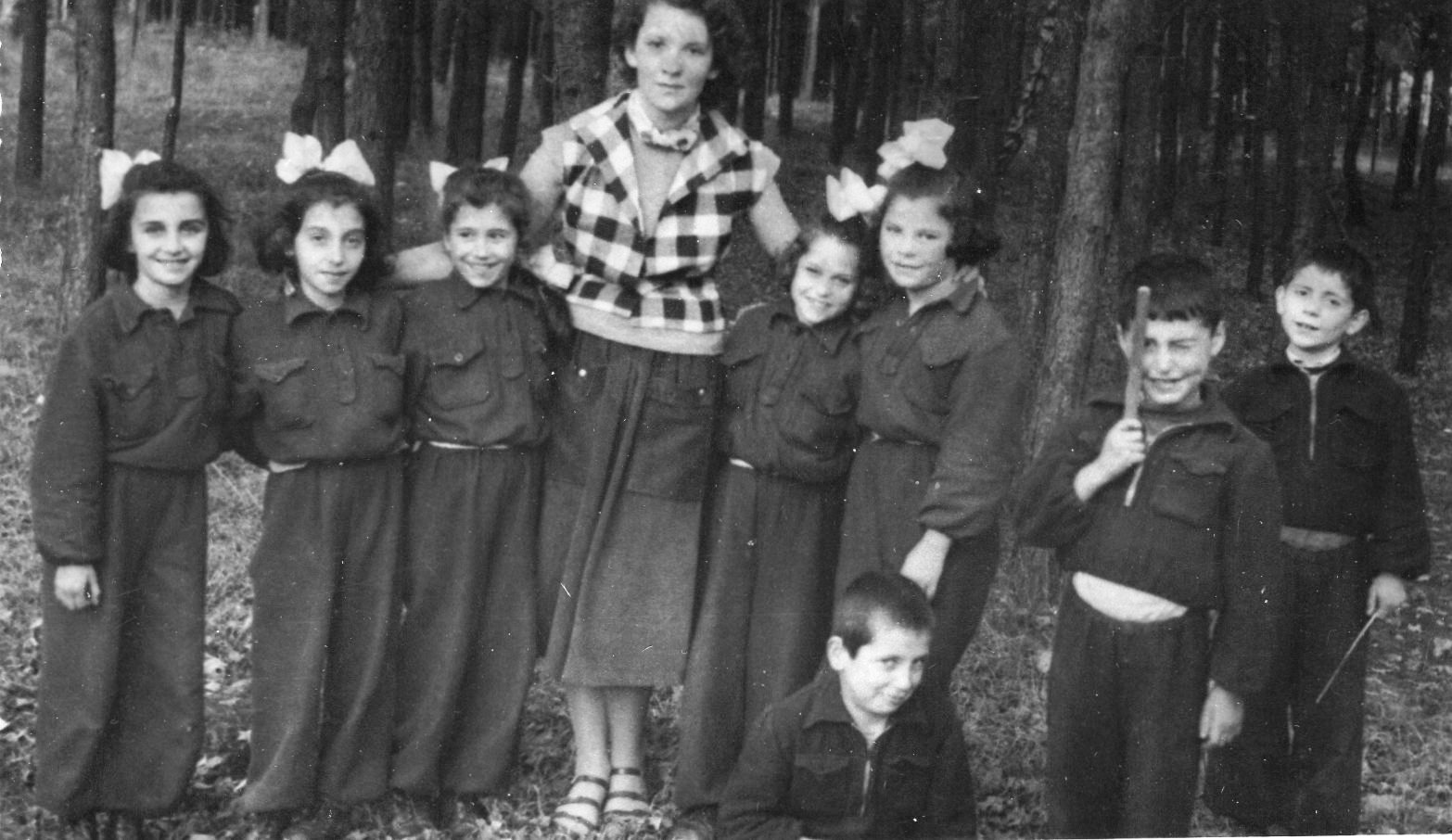
Група дітей-біженців в Польщі

Ще одна велика група біженців, чисельністю 12 300 осіб, оселилася в Нижній Сілезії, що в Польщі. До цієї групи належали як греки, так і слов'янські македонці. 25 жовтня група грецьких дітей-біженців, яку спочатку відправили до Румунії, була переселена в Польщу, частина дітей оселилася в Льондек-Здруй. Ще один табір був створений в Коросно. Заклади для біженців у Польщі були добре укомплектовані та сучасні через сприяння Червоного Хреста. Багато з біженців залишилися в районі Нижньої Сілезії, тоді як велика частина була розкидана по південній і центральній Польщі, а згодом переміщені також і в Гданськ та Згожелець. Багато греків вирішили повернутися до Греції після того, як було прийнято «Закон про амністію 1982 року». Значна частина слов'янських македонців залишила Польщу та переїхала до Соціалістичної Республіки Македонія.
Книга про македонських дітей у Польщі була опублікована в Скоп'є в 1987 році. Ще одна книга того періоду за назвою «Політичні біженці з Греції в Польщі 1948–1975» (польською: «Uchodźcy Polityczni z Grecji w Polsce; 1948–1975») була опублікована в Польщі. У 1989 році була створена «Асоціація македонців у Польщі» (польською мовою: Towarzystwo Macedończyków w Polsce) для того, щоб змусити грецький уряд дозволити вільне повернення дітей-біженців громадянської війни до Греції.

#### Чехословаччина
Перші діти-біженці, які приїхали до Чехословаччини, спочатку були поміщені на карантин, тому змушені були жити в старих німецьких таборах. Прийомні матері з грецької Македонії були призначені для дітей молодшого віку, а старші діти пішли до школи. У Чехословаччині їх навчали чеської, грецької, македонської та російської мови. Сутички між грецькими та етнічними македонськими дітьми призвели до переселення грецьких дітей. Пізніше до дітей приєдналися старші партизани і колишні комуністи. До 1950 року в Чехословаччину було евакуйовано 4000 чоловіків, 3475 жінок та 4148 дітей. До 1960 року були створені як грецькі, так і македонські громади у Чехословаччині. На відміну від інших комуністичних держав, більшість біженців вирішили залишитися в країні. Значна частина грецького населення виїхала в 1980-ті роки, щоб повернутися до Греції. На початку 1990-х років у Чехії та Словаччині було засновано філіал Асоціації дітей-біженців з Егейської частини Македонії. Колишні грецькі біженці були визнані національною меншиною урядом Чеської Республіки.

#### Болгарія
Незважаючи на те, що Болгарська Народна Республіка спочатку прийняла мало біженців, згодом політика уряду змінилася. Підраховано, що близько 2500 дітей були відправлені до Болгарії, а 3 000 партизанів втекли туди в період закінчення війни. Згідно з політичним звітом 1962 року, кількість політичних емігрантів з Греції до Болгарії становила 6 529 осіб. На відміну від інших країн Східного блоку, не було створено спеціальних організацій, які б займалися конкретними питаннями, пов'язаними з біженцями, що змусило багатьох співпрацювати з «Асоціацією дітей-біженців з Егейської частини Македонії», організацією, що базується в Македонській Соціалістичній Республіці. Зрештою, багато з цих мігрантів переїхали до Республіки Македонія, а багато інших інтегрувалися в болгарське суспільство.

#### Румунія

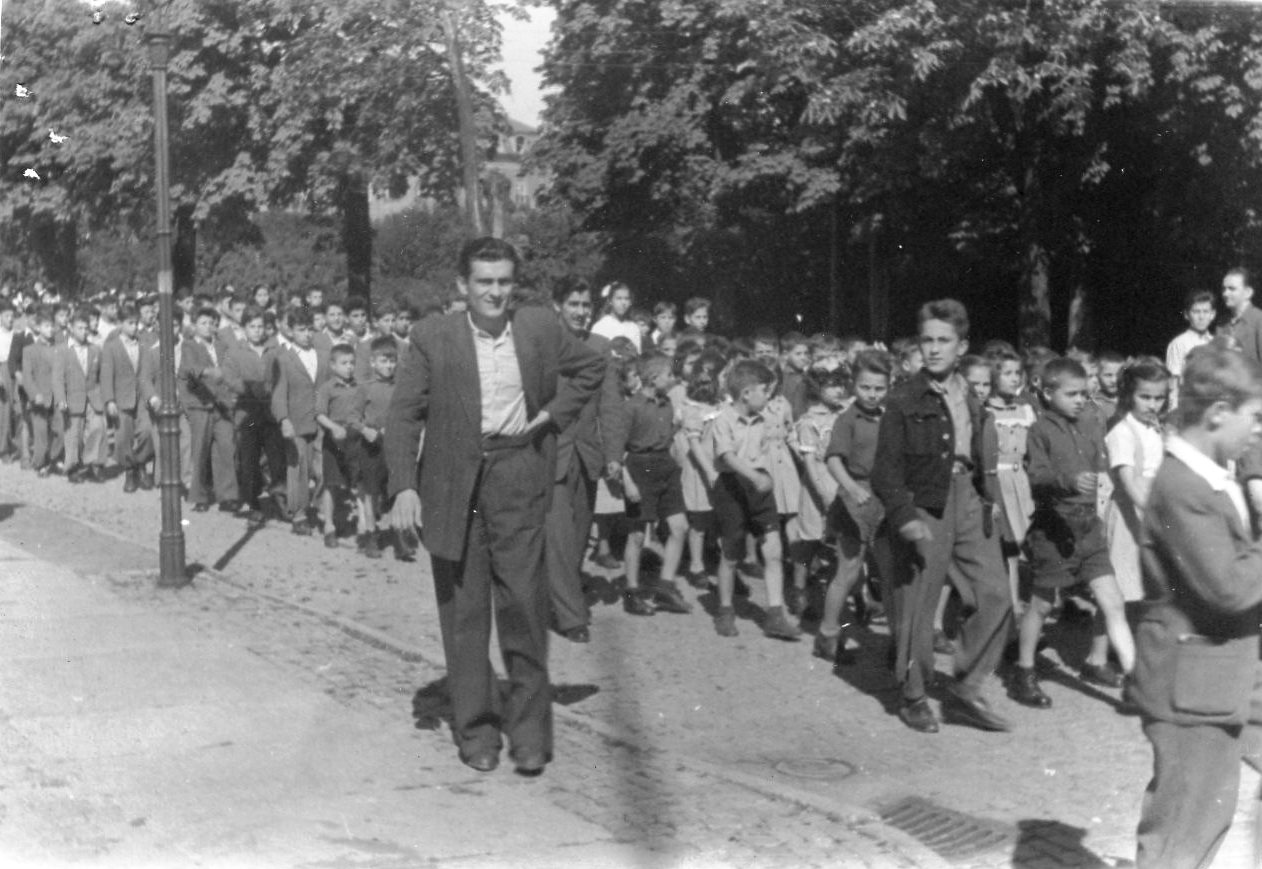
Діти-біженці в Румунії (1949)

Великий евакуаційний табір був створений у румунському місті Тулгеш. Саме тут багато молодших дітей возз'єдналися зі своїми батьками. У Румунію прибуло 5132 дітей, 1981 чоловіків та 1939 жінок. З усіх дітей, евакуйованих до Східного блоку, найбільше евакуйовано до Румунії. Для дітей прописали спеціальні положення. Їх навчали російської, грецької, македонської та румунської мови. Багато дітей грецьких біженців повернулися до Греції після того, як був випущений закон про амністію у 1982 році, а слов'янсько-македонські діти-біженці стали офіційно визнаною національною меншиною Румунії.

#### Угорщина
Велика група біженців була також евакуйована до Угорщини в 1946–1949 роках. До Угорщини прибули 2161 чоловіків, 2233 жінок та 2859 дітей. Перша група з приблизною кількістю 2 тисяч дітей була евакуйована до Угорщини і поміщена у військові казарми. Інша група з 1200 партизан була переведена з Булькеса. Перший табір для біженців був створений в угорському селі Фегерварчурго. Влада незабаром розділила групи в села за походженням. Грецьке село було засноване в центральній Угорщині і отримало назву Белоянніс, в честь грецького комуністичного борця Нікоса Белоянніса. Біженців розселяли по всій країні та навчали угорською, македонською, грецькою та російською мовами. Багато хто згодом вирішив залишити Угорщину в пошуках родичів та сім'ї. Інші вирішили переселитися до Соціалістичної Республіки Македонія, а багато етнічних греків повернулися до Греції після 1982 року.

#### Німецька Демократична Республіка
За приблизними  оцінками, близько 1200 дітей-біженців прибули на територію Східної Німеччини. У той час стверджувалося, що всі ці діти були "грецькими", але тоді не було явного розподілу на греків та македонців. До НДР були також відправлені в меншій кількості етнічно македонські та албанські діти. На відміну від решти країн Східної Європи, дітей не навчали македонської мови, оскільки більшість з них були грецькі македонці. В основному, грецькі діти після 1982 року повернулися до Греції.

### Біженці на Заході
Значна частина дорослих, які залишили Європу, опинилася в США, Канаді та Австралії. У 50-ті роки до Канади прибуло понад 2000 дітей-біженців. Тисячі біженців оселилися в європейських містах, таких як Лондон і Париж.

## Наслідки
Втеча та виселення значної частини населення з грецької Македонії різко змінила соціальний та політичний ландшафт регіону. Депопуляція, репатріація, дискримінація та повторне заселення стали проблемами, які вирішувалися Грецькою державою в період після Грецької громадянської війни.

### Втрата громадянства
У 1947 році тих, хто воював проти уряду або втекли з Греції, позбавляли громадянства. Багато з них були позбавлені можливості постійного або тимчасового повернення до Греції. Це означало, що вигнанці та біженці не зможуть повернутися на землі свого народження. Багато біженців залишилися у Східній Європі або виїхали на Захід. Позбавлення громадянства евакуйованих було здійснене без справедливого судового розгляду незалежним трибуналом та іншими міжнародними протоколами щодо арешту громадянства ― відбувалося все без юридичного представництва біженців, які мали право захистити себе. Цей процес позбавлення громадянства «історично використовувався проти людей, які ідентифікуються як етнічні македонці». Незважаючи на це, даний акт стосувався всіх громадян незалежно від етнічної приналежності. 
Люди з подвійним громадянством, які були позбавлені громадянства Греції згідно зі 20 статтею Кодексу громадянства, іноді не можуть в'їхати до Греції, використовуючи паспорт іншої держави. Хоча з 1998 року не було зареєстровано нових випадків даної дискримінації.
У 1982 році уряд Греції ухвалив закон про амністію. «Закон 400/76» допускав повернення та репатріацію політичних біженців, які виїхали з Греції під час Грецької громадянської війни. Проте в указі міністра зазначалося, що ті, хто повертаються, є " греками за походженням, які під час громадянської війни 1946–1949 роках втекли за кордон як політичні біженці". Це виключало багатьох людей, які не були "греками за походженням", наприклад, болгар і етнічних македонців, які втекли з Греції після громадянської війни. Ті, хто ідентифікував себе якось по-іншому, аніж «грецького походження», не були включені до закону і не змогли відновити своє громадянство або майно.

### Депопуляція і втрата майна
Одним з основних наслідків македонського покинення Північної Греції була масова депопуляція в регіоні грецької Македонії. Це найбільше відчувалося в районах Флорини, Касторії, Козані та Едеси, де була популярна комуністична партія, і де можна були найбільші місця проживання слов'янських македонців. Багато об'єктів з цих спустошених сіл були конфісковані та надані людям з-за меж району. Влахи та греки отримали власність біженців за програмою переселення, яку проводив уряд Греції з 1952 по 1958 роки.
«Закон 1540/85» від 10 квітня 1985 року стверджував, що політичні біженці можуть повернути власність, забрану грецьким урядом, якщо вони є "грецькими за родом". Це виключало багатьох людей, які не були "греками за родом", а саме македонських біженців, які завжди стверджували, що їх етнічність не була грецькою.

### Відмова у поверненні до Греції
Багато людей, які втекли з країни, також були позбавлені віз для повторного в'їзду до Греції. Біженці хотіли відвідувати весілля, похорони та інші події, але їм було відмовлено у в’їзді до Греції. Ці заходи навіть поширювалися на греків, які мали громадянство Австралії та Канади. Існують заяви про те, що емігранти, які виїхали з Греції, були позбавлені можливості повторного в'їзду, коли інші громадяни з Республіки Македонія не мали труднощів при в’їзді до країни. Грецько-Гельсінська група закликала грецький уряд припинити користуватися статтями Кодексу громадянства щодо позбавлення "неетнічних греків" їх громадянства.

## Ініціативи та організації
Колишні партизани та діти-біженці створили організації та установи з питань біженців. Вони особливо наголошували на тому, щоб грецький уряд дозволив їм повернутися до регіону та відновив їхні права. Існує вісім основних організацій, які були створені дітьми-біженцями та вигнаними слов'янськими македонцями. Ці організації традиційно були орієнтовані на етнічних македонських біженців, оскільки більшість етнічних грецьких біженців приєдналися до грецької спільноти.

### Всесвітня зустріч дітей-біженців
Найбільш помітною подією, організованою македонськими дітьми-біженцями, є «Возз'єднання дітей-біженців» або «Всесвітній конгрес дітей-біженців». Перший Всесвітній конгрес дітей-біженців відбувся в липні 1988 року в місті Скоп'є. Другий з'їзд відбувся у 1998 році, третій ― у 2003 році. Останній і четвертий Всесвітній конгрес дітей-біженців з грецької Македонії відбувся 18 липня 2008 року. Ця подія зібрала македонських дітей-біженців з усього світу. Багато було учасників з Румунії, Канади, Польщі, Чехії, Австралії, США та Воєводини. 
Перше міжнародне об'єднання дітей-біженців Егейської Македонії відбулося в Скоп'є в період з 30 червня по 3 липня. На події «Асоціація дитячих біженців з грецької Македонії» прийняла резолюцію, яка закликала грецький уряд дозволити македонським політичним біженцям, які залишили Грецію після громадянської війни, повернутися назад. Крім того, велика акція була проведена в червні 1988 року біженцями, які були змушені залишити Грецію в 1948 році. Цю акцію повторили 10 серпня 1988 року, до 75-ї річниці поділу Македонії.
Друга світова зустріч була організована за допомогою партії «Веселка», яка була залучена до координації заходу та возз'єднання багатьох людей з родичами, які досі живуть у Греції. На Всесвітній зустрічі 1998 року відбувся візит до Грецької Республіки, організований слов'янськими македонцями, що проживають у Греції. Світовий конгрес тривав у Скоп'є з 15 по 18 липня. 19 вересня було заплановано історичну поїздку до грецького міста Едеса. Незважаючи на те, що більшість македонців мали канадське громадянство, 30 особам було заборонено у в'їзді до Греції, нібито через їхню етнічну македонську ідентичність і участь у македонських діаспорних організаціях.

### Інші групи
«Асоціація дітей-біженців з Егейської частини Македонії» (англ. ARCAM) була заснована дітьми-біженцями в 1979 році з наміром возз'єднання всіх колишніх дітей-біженців, які розкидані по всьому світі. Вона тісно співпрацювала з «Асоціацією македонців з Егейської частини Македонії». Основними цілями організації було лобіювання грецького уряду про повернення громадянства та надання віз для повторного в'їзду в Грецію дітям-біженцям. Організація була створена в 1979 році і допомогла організувати перший Всесвітній з'їзд, який був проведений біженцями в Скоп'є. Незабаром були створені філії «Асоціації дітей-біженців з Егейської частини Македонії» у Торонто, Аделаїді, Перті, Мельбурні, Скоп'є, Польщі, Чехії та Словаччині.
Іншими групами, заснованими дітьми-біженцями, є «Асоціація виселених македонців "Егейське море"», «Асоціація дітей-біженців Республіки Македонія» та «Організація македонських нащадків з Егейської частини Македонії у Битолі».

## Список відомих біженців з Греції
- Георги Аяновски (1940) — журналіст і дитячий письменник;
- Вангел Аяновски-Оче (1909 — 1996) — член Фронту національного визволення (Македонія);
- Костас Акселос (1924 — 2010) — філософ;
- Димитар Димитров (1937) — професор, філософ, політик і письменник;
- Харілаос Флоракіс (1914 — 2005) — бригадний генерал ДАГ, генеральний секретар КПГ з 1970 року, пізніше повернувся в Грецію;
- Ристо Кирязовски (1927 — 2008) — історик, вчений і видавець;
- Петрос Коккаліс (1896 — 1962) — лікар, політичний діяч
- Ягнула Куновська (1943) — юрист, політик і художник з Касторії
- Паскал Митревски (1912 —1978) — колишній президент Фронту національного визволення
- Дімітріос Парцалідіс (1905 — 1980) — член ЦК КПГ, пізніше повернувся в Грецію
- Любка Рондова (1936 — 2016) — народна співачка
- Александрос Росіос (1917 — 2005) — офіцер ДАГ, член КПГ, пізніше повернувся в Грецію
- Благой Шклифов (1935 — 2003) — фонолог і діалектолог
- Андреас Ціпас (Andreja Čipov) (1904 — 1956) — лідер комуністів
- Андреас Цимас (1909 — 1972) — лідер Народно-визвольної армії Греції
- Маркос Вафіадіс (1906 — 1992) — військовий начальник Верховного штабу ДАГ, президент Тимчасового уряду, пізніше повернувся в Грецію
- Іліос Яннакакіс (1931) — історик і політолог, заслужений професор
- Яніс Ксенакіс (1922 — 2001) — композитор і архітектор
- Ніколаос Захаріадіс (1903 — 1973) — генеральний секретар Комуністичної партії Греції
- Марта (1946) і Тена Елефтеріаду (1948) — популярний чеський музичний дует